# NGC 7147
NGC 7147 is een balkspiraalstelsel in het sterrenbeeld Pegasus. Het hemelobject werd op 11 augustus 1863 ontdekt door de Duitse astronoom Albert Marth.

## Synoniemen
- MCG 0-55-25
- ZWG 376.45
- NPM1G +02.0511
- PGC 67518